# Mission Valley (centro comercial)
Mission Valley, anteriormente como Westfield Mission Valley, es un centro comercial en el área de Mission Valley de San Diego, California. Sus tiendas anclas son Macy's Home & Furniture Store y Target. El centro comercial también cuenta con un complejo de cines AMC Theatres. La tienda Robinsons-May fue convertida a una tienda Macy's el 9 de septiembre de 2006, que cerró años después por la apertura de una nueva tienda de la cadena en el cercano centro comercial Fashion Valley Mall. Desde 1961 al 2001, Montgomery Ward ocupó el edificio que ahora alberga a la tienda Target.
Westfield America, Inc., un precursor de The Westfield Group adquirió el centro comercial en 1994, y le cambió el nombre a «Westfield Shoppingtown Mission Valley», luego en junio de 2005 le quitaron la palabra «Shoppingtown». En 2022 volvió a cambiar de nombre tras la venta del centro quedando simplemente como Mission Valley Mall.  
El centro comercial está a pocas millas del Centro Comercial Fashion Valley que también alberga una tienda Macy's. Aunque los dos centros comerciales no compiten directamente ya que Fashion Valley tiene un mercado para personas con un poder adquisitivo mayor que el de Mission Valley. En la actualidad sus puntos fuerte son las tiendas outlet de las famosas tiendas departamentales Bloomingdale's Nordstrom y Saks Fifth Avenue (cruzando la calle)

## Tiendas anclas
- Bloomingdale's The Outlet Store
- Macy's Home and Furniture (173,227 pies cuadrados.)
- Michaels (21,300 pies cuadrados.)
- Nordstrom Rack (53,000 pies cuadrados.)
- Target (219,303 pies cuadrados.)
- Trader Joe's
- Ulta Beauty